# MYL2
MYL2 (англ. Myosin light chain 2) – білок, який кодується однойменним геном, розташованим у людей на короткому плечі 12-ї хромосоми. Довжина поліпептидного ланцюга білка становить 166 амінокислот, а молекулярна маса — 18 789.
| 10         |  | 20         |  | 30         |  | 40         |  | 50         |
| ---------- |  | ---------- |  | ---------- |  | ---------- |  | ---------- |
| MAPKKAKKRA |  | GGANSNVFSM |  | FEQTQIQEFK |  | EAFTIMDQNR |  | DGFIDKNDLR |
| DTFAALGRVN |  | VKNEEIDEMI |  | KEAPGPINFT |  | VFLTMFGEKL |  | KGADPEETIL |
| NAFKVFDPEG |  | KGVLKADYVR |  | EMLTTQAERF |  | SKEEVDQMFA |  | AFPPDVTGNL |
| DYKNLVHIIT |  | HGEEKD     |  |            |  |            |  |            |

A: Аланін

D: Аспарагінова кислота

E: Глутамінова кислота

F: Фенілаланін

G: Гліцин

H: Гістидин

I: Ізолейцин

K: Лізин

L: Лейцин

M: Метіонін

N: Аспарагін

P: Пролін

Q: Глутамін

R: Аргінін

S: Серин

T: Треонін

V: Валін

Кодований геном білок за функціями належить до білкових моторів, міозинів, м'язових білків, фосфопротеїнів. 
Білок має сайт для зв'язування з іонами металів, іоном кальцію. 
Локалізований у цитоплазмі.